# 868 Lova
868 Lova è un asteroide della fascia principale del diametro medio di circa 52,47 km. Scoperto nel 1917, presenta un'orbita caratterizzata da un semiasse maggiore pari a 2,7055966 UA e da un'eccentricità di 0,1471014, inclinata di 5,83274° rispetto all'eclittica.
L'origine del suo nome è sconosciuta.